# 布氏长吻鳄
布氏长吻鳄（学名：Gavialis browni）是一种已灭绝的长吻鳄科，生存于早上新世的巴基斯坦，约500万年前，晚中新世到早上新世的布氏长吻鳄（Gavialis browni）和现存的长吻鳄（Gaviali gangeticus）大小差不多，鼻骨与上颚窝比现存的长吻鳄狭窄，上颌骨每变具有20颗牙齿，布氏长吻鳄的发现显示长吻鳄属（gavialis）的演化正朝向颌骨变长的阶段进行。